# Глібль
Глібль — давньоруське місто у Чернігівському князівстві. 
Ймовірно, було засноване наприкінці 11 століття. Мало потужні укріплення.
Згадується у літописах двічі.
Перша згадка у літописі датована 20 вересня 1147 року: «Коли ж Ізяслав Давидович, і Святослав Ольгович, і половці почули, що Ізяслав уже з’єднався з братом Ростиславом і вони обидва йдуть до них, то на ту ніч половці пішли од них в Половці, і мало половців зосталося в них. І самі вони пішли на [город] Глібль до Чернігова»
Друга і остання літописна згадка датована 22 грудня 1158 року: «Княгиня ж утекла до зятя Гліба [Юрійовича] в Переяславль, а звідти поїхала на Городок [Остерський], та на Глібль, та на Хоробор, та на Ропеськ».
Місто було знищене 1239 року монголо-татарами.
У 1630-х роках на місці давнього Глібля виникло село Красний Колядин, біля якого існує городище. 

### Історія археологічни досліджень
1838 історик М. С. Арцибашев ототожнив Глібль із городищем, розміщеним на південній околиці села Красного Колядина, на високому мисі лівого берега річки Ромен і її притоки річки Красної (урочище Замок). Південна похила частина мису відрізана замуленим тепер ровом і валом висотою 5 м. На плато знаходиться вузький в'їзд з боку річки (у давнину, напевне, був захищений вежею). У 19 столітті красноколядинський вал розкопувався археологом Т. В. Кибальчичем - тепер відомий як Розрита Могила. За ним містилося городище Гуляй-Городок (бл. 0,58 га), з півночі укріплене двома валами і ровом між ними, від яких тепер залишилося небагато. Через це його майданчик злився з майданчиком городища Замок, розміщеним дещо на північ від першого. Другий майданчик (Замок) на півночі відділений від основного мису поперечним яром шириною до 30 м і з'єднується з плато вузьким перешийком, по якому проходив в'їзд. Тут же був вал висотою 2,6 м (зберігся невеликий його відтинок у північно-східному куті). Схил на 4—6 м нижче рівня майданчика скошений. Городище мало в плані під трикутну форму (190 X 75—100 м). 
Основа мису називалася «Велика красноколядинська фортеця» і була оточена потужним валом, від якого залишилися незначні рештки з західного боку. 
Городище мало форму прямокутника (350 х 250 м, площа бл. 11 га) і було цілком перебудоване в пізньосередньовічний час. Зайняте садибами. Городище (м. Красне) вперше описане в дорожніх замітках Павла Алеппського (серед. 17 ст.). У 18 ст. воно описане О. Ф. Шафонським.
До точки зору М. С. Арцибашева про ототожнення красноколядинського городища з Гліблем приєдналися історики та археологи М. П. Погодін, Філарет (Гумилевський), П. В. Голубовський, О. М. Лазаревський, А. М. Насонов, О. К. Зайцев, В. П. Коваленко. Дехто з істориків (М. М. Карамзін, К. О. Неволін) пов'язували його з с. Старим Глібовим у південно-західній частині Чернігівської губернії, інші (М. І. Надєждін, М. П. Барсов, Д. І. Баталій) — з с. Твердохлібами Роменського повіту Полтавської губернії.
Городище багато разів розкопувалося археологами. Культурний шар перемішаний майже повністю (потужність 0,7—1,8 м). Він містить кераміку 1 тис. до н. є., 8—13, а також 16—18 ст.